# A Song for You
A Song for You – piosenka, napisana przez muzyka country Leona Russella, który nagrał ją w styczniu 1970 roku. Kompozycja otwiera jego debiutancki, eponimiczny album Leon Russell (1970). Utwór stał się jednym z najpopularniejszych utworów muzyka, oraz klasykiem wśród piosenek miłosnych. W utworze podmiot liryczny, opuszczony kochanek, apeluje o wybaczenie i zrozumienie. Piosenka „A Song For You” była nagrywana ponad 100 razy, przez wykonawców tak różnych jak The Carpenters, Cher, Ray Charles, Simply Red oraz Whitney Houston.

## Wersja Herbie’go Hancocka i Christiny Aguilery
W 2005 roku Herbie Hancock nagrał wraz z wokalistką pop Christiną Aguilerą jazzową wersję piosenki, zamieszczoną na jego czterdziestym piątym albumie studyjnym pt. Possibilities (opublikowanym również w 2005). Wyprodukowany przez Hancocka oraz Alana Mintza (przy współpracy Boba Brockmana, Yarona Fuchsa, Grega Phillinganesa oraz Roba Lucasa), utwór wydany został jako singel w sierpniu 2005 roku. W 2006 kompozycja została nominowana do nagrody Grammy, w kategorii „najlepsza współpraca wokalna – muzyka pop”.

### Nagrody i wyróżnienia
| Rok  | Ceremonia           | Nagroda                                   | Rezultat  |
| ---- | ------------------- | ----------------------------------------- | --------- |
| 2006 | Grammy Awards       | najlepsza współpraca wokalna – muzyka pop | Nominacja |
| 2006 | BM Awards – BAMBI’S | najlepsza współpraca wokalna pop          | Nominacja |

### Twórcy
- Wokale: Christina Aguilera
- Aranżacja wokalu: Rob Lewis[5]

### Pozycje na listach przebojów
| Kraj              | Notowanie (2005)          | Wydawca   | Najwyższa pozycja |
| ----------------- | ------------------------- | --------- | ----------------- |
| Japonia           | Top 100 Singles           | Oricon    | 55                |
| Stany Zjednoczone | Smooth Jazz Songs         | Billboard | 19                |
| Świat             | World Jazz Top 20 Singles | T4C       | 17                |

## Inne wersje
Powstało wiele innych coverów utworu „A Song for You”. Własne wersje piosenki nagrali popularni artyści, wśród których byli:
- Angela Aki na swoim minialbumie One (2005); jej japoński tekst różni się od oryginału.
- The Carpenters na albumie A Song for You w 1972 roku.
- Aretha Franklin na albumie Let Me in Your Life w 1974 roku.
- Cher na albumie Foxy Lady w 1972 roku.
- Dusty Springfield.
- The Temptations na albumie A Song for You w 1975 roku.
- Ray Charles na albumie My World w 1993 roku. Wersja ta uplasowała się na pozycji #4 notowania Billboardu Bubbling Under Hot 100 Singles. Ponadto Charles wykonał ten utwór w nowojorskim Beacon Theatre 9 kwietnia 2003 roku podczas koncertu z okazji siedemdziesiątych urodzin Williego Nelsona (wydanego na DVD Willie Nelson and Friends: Live & Kickin'). Nelson, który stał nieopodal Raya podczas jego występu, rozpłakał się ze wzruszenia, usłyszawszy interpretację Charlesa.
- Peggy Lee na albumie Norma Deloris Egstrom from Jamestown, North Dakota w 1972 roku.
- Elliott Yamin na swoim debiutanckim albumie.
- Andy Williams w 1971 roku. Jego wersja uplasowała się na pozycji #81 listy przebojów Billboard Hot 100.
- Ben Barnett nagrał utwór w 2005 roku.
- Donny Hathaway.
- Michael Bublé na albumie It’s Time (2005).
- Marc Broussard nagrał piosenkę i wykonał ją podczas jednego ze swoich koncertów.
- Willie Nelson na albumie Shotgun Willie w 1973 roku. „A Song for You” wykonał on również w filmie Honeysuckle Rose (1980).
- Natalie Cole na albumie Snowfall on the Sahara w 1999 roku.
- City High w 2001 roku.
- Gram Parsons na albumie GP (1973).
- Whitney Houston wykonała utwór 31 marca 1991 roku podczas koncertu dla żołnierzy i ich rodzin, którzy brali udział w I wojnie w Zatoce Perskiej. Występ ten wydany został na Welcome Home Heroes with Whitney Houston w 1991 roku. W 2009 roku artystka nagrała studyjną wersję piosenki. Połączenie tradycyjnego wykonania i nowoczesnych brzmień w tej piosence można usłyszeć na albumie I Look to You (2009).
- Simply Red na albumie Simplified w 2005 roku.
- Tony Lewisna albumie Naked w 2001 roku.
- Kate Ceberano na albumie Kate Ceberano Live with the WASO w 2006 roku.
- Jakob Sveistrup na swoim debiutanckim albumie Jakob Sveistrup (2005).
- Gavin DeGraw wykonał piosenkę dla strony StrippedMusic.com.
- Nolwenn Leroy wykonywała piosenkę podczas swojej trasy koncertowej Histoires Naturelles.
- Gerald Levert na soundtracku New York Undercover: A Night at Natalie’s w 1998 roku.
- Betty Wright na albumie Betty Wright Live w 1978 roku.
- Elton John wykonywał utwór jako intro do swoich piosenek „Blue Eyes” i „I Guess That’s Why They Call It the Blues” podczas trasy koncertowej w 1986 roku.
- Bizzy Bone z udziałem rapera DMX-a i wokalisty Chrisa Noteza na albumie A Song for You (2008).
- Sylvester James na albumie Living Proof w 1979 roku.
- Leon Jackson na swoim debiutanckim albumie Right Now (2008).
- Jaye P. Morgan.

## Informacje dodatkowe
Powstałe wydawnictwa albumowe pod tym tytułem:
- A Song for You, wydany w 1972 roku album The Carpenters.
- A Song for You, wydany w 1975 roku album The Temptations.
- A Song for You, wydany w 2008 roku album Bizzy’ego Bone’a.